# نيقولاي مانوشين
نيقولاي مانوشين (مواليد 6 مارس 1938) هو لاعب كرة قدم. لعب مع منتخب الاتحاد السوفييتي لكرة القدم. سبق له أن لعب في كأس العالم لكرة القدم مع منتخب بلاده.

## مسيرته الكروية
لعب نيقولاي مانوشين خلال مسيرته الاحترافية مع ناديين في أحد عشر موسمًا وسجل خلالها 4 أهداف ضمن 175 مباراة. حيث فاز في موسم واحد بالكأس وفي موسم واحد بالدوري.
خاض نيقولاي مانوشين مسيرته مع نادي توربيدو موسكو في موسم 1956 ليلعب معه سبعة مواسم، مشاركًا في 92 مباراة سجل خلالها 4 أهداف. ثم انتقل إلى نادي سيسكا موسكو في موسم 1963 ليلعب معه أربعة مواسم، حيث شارك في 83 مباراة ولم يسجل أي هدف.

## روابط خارجية
- نيقولاي مانوشين على موقع قاعدة بيانات كرة القدم.إي يو (الإنجليزية)
- نيقولاي مانوشين على موقع ناشيونال فوتبول تيمز (الإنجليزية)
- نيقولاي مانوشين على موقع عالم كرة القدم.نت (الإنجليزية)